# Alpha Sports ASP570
De Alpha Sports ASP570 was ooit de krachtigste van de twee sportwagenmodellen van Australische autofabrikant Alpha Sports, gebaseerd op de Britse Lotus Seven, en met de Gen III-motor en het chassis van de, eveneens Australische Holden Commodore/Berlina/Calais. Uiterlijk doet de wagen wat aan donor-landgenoot Morgan denken.
De ASP570 was een tweedeurs roadster met twee plaatsen en een 5.7 V8 Gen III-motor. De motor ontwikkelt 225 tot 300 kW, de wagen in zijn geheel weeg 925 kg, wat 25 kg lichter is dan de "kleine" Alpha Sports.

## Versies

### 5.7 V8
| Technische specificaties Alpha Sports ASP570 5.7 V8 | Technische specificaties Alpha Sports ASP570 5.7 V8 |
| --------------------------------------------------- | --------------------------------------------------- |
| plaatsen                                            | 2                                                   |
| motor                                               | 5.7 V8 van Holden (Gen III)                         |
| vermogen                                            | 225-300 kW                                          |
| gewicht                                             | 925 kg                                              |
| koetswerk                                           | tweedeurs roadster                                  |

Huidig: ASP320 · ASP330 · ASP340 · ASP350 · Bacchus

Vroeger: ASP380 · ASP570